# Nese Ituaso-Conway
Nese Ituaso-Conway es una médica y funcionaria pública tuvaluana. Fue secretaria permanente del Ministerio de Obras Públicas en 2020 y secretaria permanente de la Oficina del Primer ministro de Tuvalu en 2018. Anteriormente fue directora de Salud Pública en el Hospital Princess Margaret (Funafuti), que opera clínicas de salud satélite en cada una de las 9 islas de Tuvalu. Es una de las dos primeras doctoras de Tuvalu.

## Educación
Nació en la isla Nanumanga. Asistió a la escuela secundaria Motufoua y luego completó su educación secundaria en la Cathedral School, en Townsville, Australia. Ingresó en la Escuela de Medicina de Fiyí. Después de graduarse con un título en Medicina y Cirgugía (MBBS), pasó 12 meses como interna en el hospital principal de Suva antes de regresar a Tuvalu en 1999 como una de las dos primeras doctoras de Tuvalu junto con Miliama Simeona. Completó una Maestría en Salud Pública en la Universidad de Hawái.

## Carrera médica
Nese Ituaso-Conway fue empleada del Departamento de Salud de Tuvalu y la directora médica de Tuvalu, supervisó la implementación de los programas del Departamento de Salud para abordar los problemas de salud pública y las enfermedades tropicales que ocurren en las islas. Las enfermedades tropicales incluyen la tuberculosis y la elefantiasis tropical (filariasis linfática). En 2014, la Organización Mundial de la Salud (OMS) confirmó un brote de dengue en Tuvalu. La enfermedad ha resurgido en varios países insulares del Pacífico después de un período de veinte años.
Ituaso-Conway fue nombrada miembro de los comités internacionales que coordinan las respuestas de salud en las naciones insulares del Pacífico, que incluye a la Red de Vigilancia de la Salud Pública del Pacífico (PPHSN), que opera bajo los auspicios conjuntos de la Secretaría de la Comunidad del Pacífico (SPC) y la OMS; Además integra el Comité del Fondo de Respuesta del Pacífico (PRFC), que es un mecanismo de financiación de donantes múltiples que apoya las estrategias nacionales y regionales contra el VIH.
Fue gerenta del Programa Nacional de TB en Tuvalu para la Sección de Control de la Tuberculosis del SPC, que forma parte de la División de Salud Pública (PHD) del SPC; y ha contribuido al Informe mundial sobre la tuberculosis, que publica anualmente la OMS.

## Carrera en la administración gubernamental
En 2018 Ituaso-Conway fue la CEO (Secretaria Permanente) de la Oficina del Primer Ministro.
Desde 2020 se convirtió en directora general (Secretaría Permanente) del Ministerio de Obras Públicas, Infraestructura, Medio Ambiente, Trabajo, Meteorología y Desastres.

## Publicaciones
Ituaso-Conway contribuyó y es coautora de varios artículos médicos sobre aspectos de la salud pública tropical, entre ellos:
- Epidemiological Investigation Of A Diarrhea Outbreak In The South Pacific Island Nation Of Tuvalu During A Severe La Niña-Associated Drought Emergency In 2011, Jordan P Emont, Albert I Ko, Avanoa Homasi-Paelate, Nese Ituaso-Conway, Eric J Nilles, Am J Trop Med Hyg (March 2017) 96(3):576-582.
- Dermatological Disorders In Tuvalu Between 2009 And 2012, by Li-Jung Lan, Ying-Shuang Lien, Shao-Chuan Wang, Nese Ituaso-Conway, Ming-Che Tsai, Pao-Ying Tseng, Yu-Lin Yeh, Chun-Tzu Chen, Ko-Huang Lue, Jing-Gung Chung, Yu-Ping Hsiao, Mol Med Rep (September 2015) 12(3):3629-31.
- A Multicenter Evaluation Of Diagnostic Tools To Define Endpoints For Programs To Eliminate Bancroftian Filariasis, by Katherine Gass, Madsen V E Beau de Rochars, Daniel Boakye, Mark Bradley, Peter U Fischer, John Gyapong, Makoto Itoh, Nese Ituaso-Conway, et al., PLoS Negl Trop Dis (January 2012) 6(1):e1479.
- Ten Years On: Highlights And Challenges Of Directly Observed Treatment Short-Course As The Recommended TB Control Strategy In Four Pacific Island Nations, by Peter D Massey, Kerri Viney, Takeieta Kienene, Markleen Tagaro, Noel Itogo, Nese Ituaso-Conway and David N Durrheim (2011) 12 Journal of Rural and Tropical Public Health:44-47.